# Gran Premio d'Italia 2016
Il Gran Premio d'Italia 2016 è stata la quattordicesima prova del campionato mondiale di Formula 1 2016. La gara, corsa domenica 4 settembre 2016 sul circuito di Monza, è stata vinta dal tedesco Nico Rosberg su Mercedes, al suo ventunesimo successo nel mondiale. Rosberg ha preceduto sul traguardo il suo compagno di squadra, il britannico Lewis Hamilton e il connazionale Sebastian Vettel su Ferrari.

## Vigilia

### Sviluppi futuri

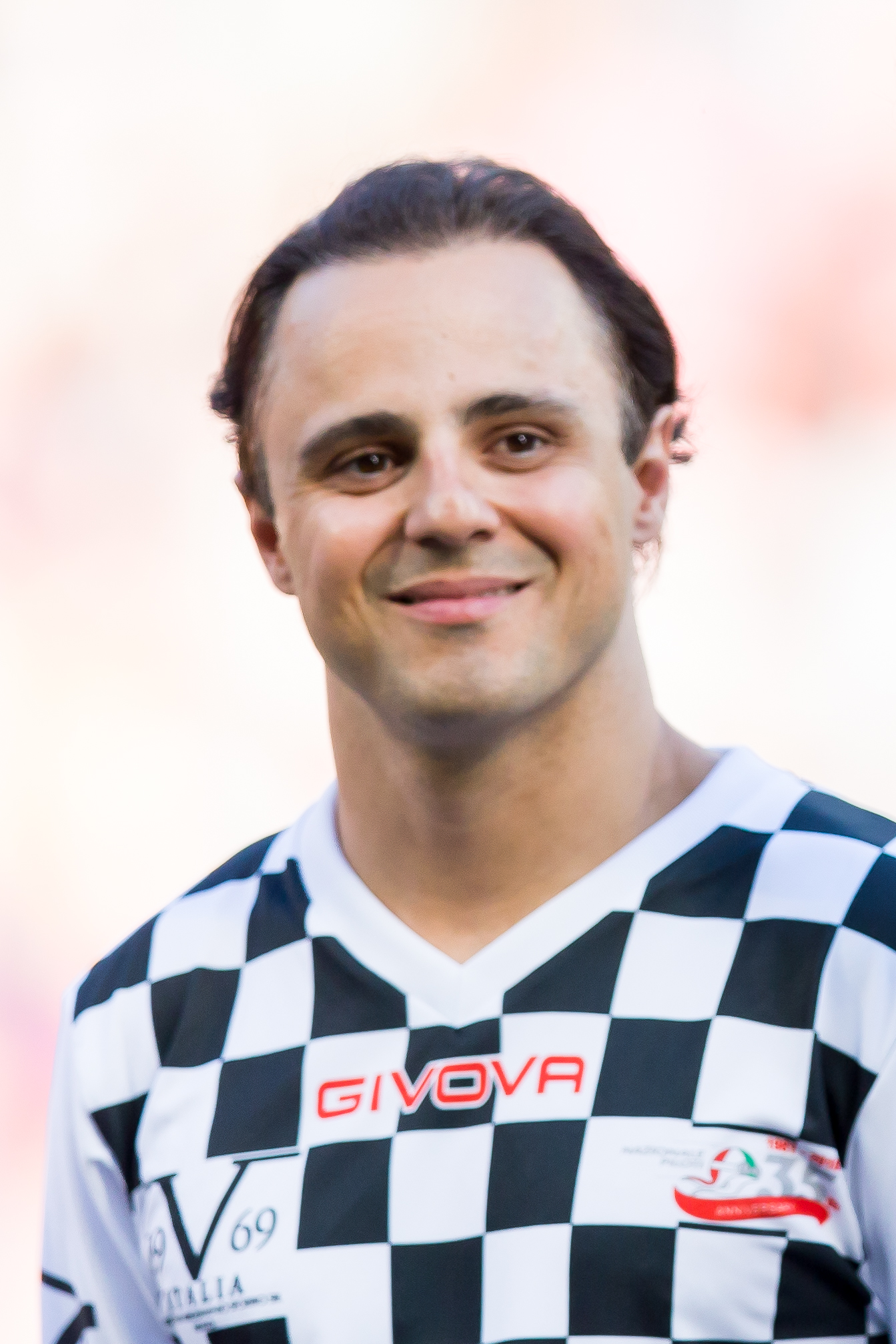
Felipe Massa, pilota della Williams, annuncia, prima del gran premio, la sua volontà di abbandonare la F1 al termine della stagione.

Il pilota brasiliano della Williams, Felipe Massa, annuncia il proprio ritiro dalla F1 al termine dell'anno. Massa, che esordì in F1 nel 2002, è stato vicecampione del mondo nella stagione 2008.
Il pilota inglese della McLaren, Jenson Button, annuncia la sua volontà di abbandonare il ruolo di pilota titolare in F1, almeno per la stagione 2017. Button rimarrà quale terzo pilota e "ambasciatore" del team e sarà utilizzabile nel caso di indisponibilità di uno dei due piloti titolari, che saranno Fernando Alonso e Stoffel Vandoorne.
Viene presentata la prima bozza di calendario per il 2017. La stagione inizia il 26 marzo con il Gran Premio d'Australia, e si conclude il 26 novembre, con il Gran Premio di Abu Dhabi. Il calendario prevede 21 gare, con il dubbio sul Gran Premio di Germania, da disputarsi sempre all'Hockenheimring. Il Gran Premio d'Italia è confermato per la prima domenica di settembre.

### Aspetti tecnici
Per questa gara la Pirelli, fornitrice unica degli pneumatici, porta le mescole supermorbide, morbide e medie. Ai piloti che affrontano la Q3 viene fornito un treno di gomme extra supermorbide, che verrà restituito al termine delle qualifiche. La casa italiana indica una pressione di 23,5 psi all’anteriore e 21,5 psi al posteriore. L'incremento delle velocità massime toccate dalle monoposto è alla base di questa decisione, per ragioni di sicurezza.
Due sono le zone in cui è ammesso l'utilizzo del Drag Reduction System: la prima sul rettifilo dei box, con punto di determinazione del distacco fra piloti stabilito prima della Parabolica, e la seconda sul rettilineo prima della Ascari, con detection point posto fra le due Curve di Lesmo.
A seguito dell'incidente patito da Kevin Magnussen nel corso del Gran Premio del Belgio, la Renault sostituisce il telaio al pilota danese.
La Ferrari utilizza gli ultimi tre gettoni disponibili per aggiornare la power unit. Tale versione aggiornata del propulsore è subito fornita anche alla Haas. Inoltre, la Shell, fornitrice del carburante alla scuderia italiana, porta una versione aggiornata della sua benzina.

### Aspetti sportivi
La presenza in gara del pilota della Renault, Kevin Magnussen, è messa in dubbio dall'incidente patito nei primi giri del Gran Premio precedente. Successivamente la presenza del pilota danese è stata confermata. La condotta di gara di Max Verstappen, nel precedente gran premio, era stata oggetto di forti critiche, sia da parte della Ferrari, che da altri osservatori. La questione però non è stata discussa nel briefing pre-gara, tenuto dalla FIA con i piloti.
Tom Kristensen, plurivincitore della 24 Ore di Le Mans è nominato commissario aggiunto, per la gara, da parte della FIA. Ha svolto, in passato, spesso tale funzione, l'ultima al Gran Premio degli Stati Uniti d'America 2015.
Alfonso Celis Jr. ha preso il posto di Nicolas Hülkenberg alla Force India, nel corso della prima sessione di prove del venerdì.
Da questa stagione, l'azienda produttrice di birra Heineken diventa il main sponsor per il Gran Premio d'Italia.

## Prove

### Resoconto
Nico Rosberg, nella prima sessione del venerdì, ha ottenuto un tempo di 1'22"959, più basso di quattro decimi, rispetto a quello che fece segnare la pole position, nella stagione 2015. Il tedesco ha preceduto il compagno di scuderia Lewis Hamilton, staccato di due decimi, e il ferrarista Kimi Räikkönen, che si è fermato però a un tempo di oltre un secondo più alto di quello fatto segnare da Rosberg. Le Mercedes si adattano però meglio alle gomme a mescola morbida, che a quelle supermorbide, visto che Rosberg ha ottenuto il suo tempo, proprio con l'utilizzo del primo tipo di coperture. Nel corso della sessione Max Verstappen, Jenson Button e Sergio Pérez, hanno testato il dispositivo, per la protezione del capo del pilota, denominato Halo. Sono stati penalizzati da guai tecnici, tanto da effettuare un numero limitato di tornate, sia Fernando Alonso che Felipe Massa.
Nella seconda sessione Hamilton ha preso il comando della graduatoria, abbattendo il muro del minuto e ventitré secondi. Il campione del mondo ha preceduto Nico Rosberg, staccandolo per meno di due decimi. In questa fase il tempo migliore è stato ottenuto con gomme supermorbide, anche se la scuderia tedesca ha simulato l'utilizzo in gara per tutti e tre i tipi di pneumatici portati per questa gara dalla Pirelli. Anche in questa sessione il terzo tempo è fatto segnare da un pilota della Ferrari, in questo caso Sebastian Vettel, che riduce il gap dal miglior tempo a meno di mezzo secondo. Räikkönen, quarto, è stato rallentato, nel suo tentativo veloce, dalla Virtual Safety Car, decisa a causa di un problema tecnico che aveva rallentato Esteban Ocon alla Variante della Roggia.
Lewis Hamilton si conferma quale pilota più rapido, anche nella terza sessione di prove libere. Il britannico precede, anche in questo caso, il compagno di scuderia, Nico Rosberg, staccandolo di quasi quattro decimi. Il terzo, Sebastian Vettel, ottiene un tempo di quasi un secondo più alto di quello del campione del mondo, ma abbatte anch'egli il muro del minuto e ventitré. Nel corso della sessione Romain Grosjean ha effettuato un testacoda alla Variante Ascari: la sua monoposto è terminata nella ghiaia, senza potere riprendere la pista, tanto che il francese ha fatto segnare solo quattro giri totali. Da questa sessione la Pirelli consente una riduzione della pressione minima del gonfiaggio delle gomme. Viene fissata in 23 psi la pressione di gonfiaggio per gli pneumatici anteriori, riducendo anche di 1 psi al posteriore, che si riduce a 20,5 psi.
Al termine delle prove viene sostituito il cambio sulla Haas di Romain Grosjean, che così sconta cinque posizioni di penalità sulla griglia di partenza.

### Risultati
Nella prima sessione del venerdì si è avuta questa situazione:
| Pos | Nº | Pilota         | Costruttore | Tempo    | Gap    | Giri |
| --- | -- | -------------- | ----------- | -------- | ------ | ---- |
| 1   | 6  | Nico Rosberg   | Mercedes    | 1'22"959 |        | 37   |
| 2   | 44 | Lewis Hamilton | Mercedes    | 1'23"162 | +0"203 | 36   |
| 3   | 7  | Kimi Räikkönen | Ferrari     | 1'24"047 | +1"088 | 16   |

Nella seconda sessione del venerdì si è avuta questa situazione:
| Pos | Nº | Pilota           | Costruttore | Tempo    | Gap    | Giri |
| --- | -- | ---------------- | ----------- | -------- | ------ | ---- |
| 1   | 44 | Lewis Hamilton   | Mercedes    | 1'22"801 |        | 40   |
| 2   | 6  | Nico Rosberg     | Mercedes    | 1'22"994 | +0"193 | 42   |
| 3   | 5  | Sebastian Vettel | Ferrari     | 1'23"254 | +0"453 | 33   |

Nella sessione del sabato mattina si è avuta questa situazione:
| Pos | Nº | Pilota           | Costruttore | Tempo    | Gap    | Giri |
| --- | -- | ---------------- | ----------- | -------- | ------ | ---- |
| 1   | 44 | Lewis Hamilton   | Mercedes    | 1'22"008 |        | 14   |
| 2   | 6  | Nico Rosberg     | Mercedes    | 1'22"401 | +0"393 | 17   |
| 3   | 5  | Sebastian Vettel | Ferrari     | 1'22"946 | +0"938 | 13   |

## Qualifiche

### Resoconto
Nella prima fase si accende subito la sfida tra le due Mercedes, con Lewis Hamilton che fa subito segnare un tempo inferiore al minuto e ventidue, davanti a Nico Rosberg, staccato di quasi sette decimi. Esteban Ocon, della Manor, non può prendere parte alla sessione per un problema elettrico alla sua monoposto. Nella fase finale della Q3 vi è la risalita, tra i tempi che valgono il passaggio alla seconda fase, per le due Haas, mentre restano eliminate le due Renault, le due Sauber e Daniil Kvjat, oltre a Ocon, senza tempi.
Anche nella seconda fase le due vetture tedesche fanno immediatamente segnare un tempo non raggiungibile per gli altri piloti: Lewis Hamilton, però, spiattella la gomma anteriore destra, nel suo tentativo, cosa che lo può penalizzare al via della gara, visto che è il treno di gomme con cui si ottiene il tempo nella Q2, che il britannico dovrà affrontare l'inizio della gara. Per tale ragione Hamilton rientra in pista nella fase finale della sessione, per cercare di migliorare il tempo, con un diverso set di gomme, senza riuscirci. I due piloti della Mercedes ottengono il tempo con gomme di mescola morbida, a differenza degli altri piloti che utilizzano gomme supermorbide. Negli ultimi istanti della sessione le due Force India migliorano i loro tempi, eliminando così Felipe Massa. Oltre al brasiliano non passano in Q3 Romain Grosjean, le due McLaren, Pascal Wehrlein e Carlos Sainz Jr.. Per la prima volta, invece, un pilota della Haas, Esteban Gutiérrez entra nella fase finale delle qualifiche.
Nella fase decisiva ancora una volta Lewis Hamilton batte il tempo di Nico Rosberg, al suo primo tentativo. Dietro si piazzano le due Ferrari, seguite da Valtteri Bottas, e dalle due Red Bull Racing. Gutiérrez sporca il suo primo giro veloce, uscendo alla Seconda di Lesmo. Con il secondo tentativo Rosberg non migliora, e così Hamilton conquista la sua settima pole position in stagione. Per il campione del mondo è anche la quinta partenza al palo sul circuito brianzolo in F1. La seconda fila è confermata per le Ferrari, mentre Daniel Ricciardo resta, per un millesimo, quinto, dietro a Bottas. Hamilton ottiene un tempo di oltre due secondi più veloce di quello ottenuto, sempre dal britannico, nell'edizione 2015. Era dalla pole position ottenuta da Juan Pablo Montoya, nel 2005 che non veniva ottenuto un rilievo cronometrico così basso.

### Risultati
Nella sessione di qualifica si è avuta questa situazione:
| Pos                         | Nº | Pilota             | Costruttore               | Q1          | Q2       | Q3       | Griglia |
| --------------------------- | -- | ------------------ | ------------------------- | ----------- | -------- | -------- | ------- |
| 1                           | 44 | Lewis Hamilton     | Mercedes                  | 1'21"854    | 1'21"498 | 1'21"135 | 1       |
| 2                           | 6  | Nico Rosberg       | Mercedes                  | 1'22"497    | 1'21"809 | 1'21"613 | 2       |
| 3                           | 5  | Sebastian Vettel   | Ferrari                   | 1'23"077    | 1'22"275 | 1'21"972 | 3       |
| 4                           | 7  | Kimi Räikkönen     | Ferrari                   | 1'23"217    | 1'22"568 | 1'22"065 | 4       |
| 5                           | 77 | Valtteri Bottas    | Williams-Mercedes         | 1'23"264    | 1'22"499 | 1'22"388 | 5       |
| 6                           | 3  | Daniel Ricciardo   | Red Bull Racing-TAG Heuer | 1'23"158    | 1'22"638 | 1'22"389 | 6       |
| 7                           | 33 | Max Verstappen     | Red Bull Racing-TAG Heuer | 1'23"229    | 1'22"857 | 1'22"411 | 7       |
| 8                           | 11 | Sergio Pérez       | Force India-Mercedes      | 1'23"439    | 1'22"922 | 1'22"814 | 8       |
| 9                           | 27 | Nicolas Hülkenberg | Force India-Mercedes      | 1'23"259    | 1'22"951 | 1'22"836 | 9       |
| 10                          | 21 | Esteban Gutiérrez  | Haas-Ferrari              | 1'23"386    | 1'22"856 | 1'23"184 | 10      |
| 11                          | 19 | Felipe Massa       | Williams-Mercedes         | 1'23"489    | 1'22"967 | N.D.     | 11      |
| 12                          | 8  | Romain Grosjean    | Haas-Ferrari              | 1'23"421    | 1'23"092 | N.D.     | 17      |
| 13                          | 14 | Fernando Alonso    | McLaren-Honda             | 1'23"783    | 1'23"273 | N.D.     | 12      |
| 14                          | 94 | Pascal Wehrlein    | Manor-Mercedes            | 1'23"760    | 1'23"315 | N.D.     | 13      |
| 15                          | 22 | Jenson Button      | McLaren-Honda             | 1'23"666    | 1'23"399 | N.D.     | 14      |
| 16                          | 55 | Carlos Sainz Jr.   | STR-Ferrari               | 1'23"661    | 1'23"496 | N.D.     | 15      |
| 17                          | 26 | Daniil Kvjat       | STR-Ferrari               | 1'23"825    | N.D.     | N.D.     | 16      |
| 18                          | 12 | Felipe Nasr        | Sauber-Ferrari            | 1'23"956    | N.D.     | N.D.     | 18      |
| 19                          | 9  | Marcus Ericsson    | Sauber-Ferrari            | 1'24"087    | N.D.     | N.D.     | 19      |
| 20                          | 30 | Jolyon Palmer      | Renault                   | 1'24"230    | N.D.     | N.D.     | 20      |
| 21                          | 20 | Kevin Magnussen    | Renault                   | 1'24"436    | N.D.     | N.D.     | 21      |
| Tempo limite 107%: 1'27"583 |    |                    |                           |             |          |          |         |
| NQ                          | 31 | Esteban Ocon       | Manor-Mercedes            | senza tempo | N.D.     | N.D.     | 22      |

In grassetto sono indicate le migliori prestazioni in Q1, Q2 e Q3.

## Gara

### Resoconto
Al via il poleman Lewis Hamilton è autore di una cattiva partenza, tanto da essere sfilato da Nico Rosberg, le due Ferrari, Valtteri Bottas e Daniel Ricciardo. Vettel cerca di attaccare Rosberg, alla prima chicane, ma il pilota della Mercedes resiste e si invola al primo posto.
Nelle retrovie, durante la seconda tornata, c'è un contatto tra la Renault di Palmer e la Sauber di Nasr, che costringerà entrambi al ritiro, con il brasiliano che verrà successivamente penalizzato di 10 secondi.
Hamilton è capace di recuperare, in pochi giri, diverse posizioni. Al secondo giro passa Ricciardo alla Variante della Roggia, mentre, dopo una lunga lotta, al decimo passaggio, ha la meglio su Bottas. Al quindicesimo e sedicesimo giro vanno al cambio gomme i due piloti della Ferrari (con una piccola imperfezione nel pit stop di Sebastian Vettel): Hamilton scala così al secondo posto. Dietro alle vetture italiane, che sono terze e quarte ora, c'è Romain Grosjean, che però viene passato da Valtteri Bottas e Daniel Ricciardo.
Al ventiquattresimo giro Nico Rosberg si ferma per montare gomme medie, e così non effettuare nessuna altra sosta, fino a fine gara. La stessa strategia è seguita anche da Hamilton, che si ferma un giro dopo. La classifica resta immutata, con le due Mercedes che precedono le due Ferrari.
Le due vetture italiane, e Bottas, effettuano la seconda sosta, tra il trentesimo e il trentaquattresimo giro. Il pilota della Williams opta per gomme soft, come Sebastian Vettel, mentre Kimi Räikkönen sceglie le coperture di tipo medio. Ricciardo, che ha passato Bottas, dopo la sosta di quest'ultimo, si ferma al giro 37, e monta gomme supersoft. L'australiano rientra in pista nuovamente dietro al finnico.
Al quarantasettesimo giro Ricciardo sorprende Bottas alla prima variante e conquista il quinto posto. Un giro dopo anche l'altro pilota della Red Bull, Max Verstappen, conquista una posizione (il settimo posto), passando Sergio Pérez alla Roggia.
Nico Rosberg vince per la prima volta in carriera il Gran Premio d'Italia. Fernando Alonso conquista il suo 23º e ultimo giro veloce nel mondiale, il primo dal Gran Premio di Abu Dhabi 2013. La McLaren non se lo aggiudicava dal Gran Premio della Malesia 2013, mentre la Honda non acquisiva questo risultato come motorista dal Gran Premio del Portogallo 1992, ottenuto all'epoca da Ayrton Senna.

### Risultati
I risultati del Gran Premio sono i seguenti:
| Pos | Nº | Pilota             | Costruttore          | Giri | Tempo/Ritiro                    | Griglia | Punti |
| --- | -- | ------------------ | -------------------- | ---- | ------------------------------- | ------- | ----- |
| 1   | 6  | Nico Rosberg       | Mercedes             | 53   | 1h17'28"089                     | 2       | 25    |
| 2   | 44 | Lewis Hamilton     | Mercedes             | 53   | +15"070                         | 1       | 18    |
| 3   | 5  | Sebastian Vettel   | Ferrari              | 53   | +20"990                         | 3       | 15    |
| 4   | 7  | Kimi Räikkönen     | Ferrari              | 53   | +27"561                         | 4       | 12    |
| 5   | 3  | Daniel Ricciardo   | Red Bull-TAG Heuer   | 53   | +45"295                         | 6       | 10    |
| 6   | 77 | Valtteri Bottas    | Williams-Mercedes    | 53   | +51"015                         | 5       | 8     |
| 7   | 33 | Max Verstappen     | Red Bull-TAG Heuer   | 53   | +54"236                         | 7       | 6     |
| 8   | 11 | Sergio Pérez       | Force India-Mercedes | 53   | +1'04"954                       | 8       | 4     |
| 9   | 19 | Felipe Massa       | Williams-Mercedes    | 53   | +1'05"617                       | 11      | 2     |
| 10  | 27 | Nicolas Hülkenberg | Force India-Mercedes | 53   | +1'18"656                       | 9       | 1     |
| 11  | 8  | Romain Grosjean    | Haas-Ferrari         | 52   | +1 giro                         | 17      |       |
| 12  | 22 | Jenson Button      | McLaren-Honda        | 52   | +1 giro                         | 14      |       |
| 13  | 21 | Esteban Gutiérrez  | Haas-Ferrari         | 52   | +1 giro                         | 10      |       |
| 14  | 14 | Fernando Alonso    | McLaren-Honda        | 52   | +1 giro                         | 12      |       |
| 15  | 55 | Carlos Sainz Jr.   | STR-Ferrari          | 52   | +1 giro                         | 15      |       |
| 16  | 9  | Marcus Ericsson    | Sauber-Ferrari       | 52   | +1 giro                         | 19      |       |
| 17  | 20 | Kevin Magnussen    | Renault              | 52   | +1 giro                         | 21      |       |
| 18  | 31 | Esteban Ocon       | Manor-Mercedes       | 51   | +2 giri                         | 22      |       |
| Rit | 26 | Daniil Kvjat       | STR-Ferrari          | 36   | Surriscaldamento della batteria | 16      |       |
| Rit | 94 | Pascal Wehrlein    | Manor-Mercedes       | 26   | Perdita d'olio                  | 13      |       |
| Rit | 30 | Jolyon Palmer      | Renault              | 7    | Collisione con F.Nasr           | 20      |       |
| Rit | 12 | Felipe Nasr        | Sauber-Ferrari       | 6    | Collisione con J.Palmer         | 18      |       |

## Classifiche mondiali

### Piloti
| Pos | Pilota             | Punti |
| --- | ------------------ | ----- |
| 1   | Lewis Hamilton     | 250   |
| 2   | Nico Rosberg       | 248   |
| 3   | Daniel Ricciardo   | 161   |
| 4   | Sebastian Vettel   | 143   |
| 5   | Kimi Räikkönen     | 136   |
| 6   | Max Verstappen     | 121   |
| 7   | Valtteri Bottas    | 70    |
| 8   | Sergio Pérez       | 62    |
| 9   | Nicolas Hülkenberg | 46    |
| 10  | Felipe Massa       | 41    |
| 11  | Fernando Alonso    | 30    |
| 12  | Carlos Sainz Jr.   | 30    |
| 13  | Romain Grosjean    | 28    |
| 14  | Daniil Kvjat       | 23    |
| 15  | Jenson Button      | 17    |
| 16  | Kevin Magnussen    | 6     |
| 17  | Pascal Wehrlein    | 1     |
| 18  | Stoffel Vandoorne  | 1     |

### Costruttori
| Pos | Costruttore          | Punti |
| --- | -------------------- | ----- |
| 1   | Mercedes             | 498   |
| 2   | Red Bull-TAG Heuer   | 290   |
| 3   | Ferrari              | 279   |
| 4   | Williams-Mercedes    | 111   |
| 5   | Force India-Mercedes | 108   |
| 6   | McLaren-Honda        | 48    |
| 7   | Toro Rosso-Ferrari   | 45    |
| 8   | Haas-Ferrari         | 28    |
| 9   | Renault              | 6     |
| 10  | Manor-Mercedes       | 1     |